# Hindustan Machine Tools

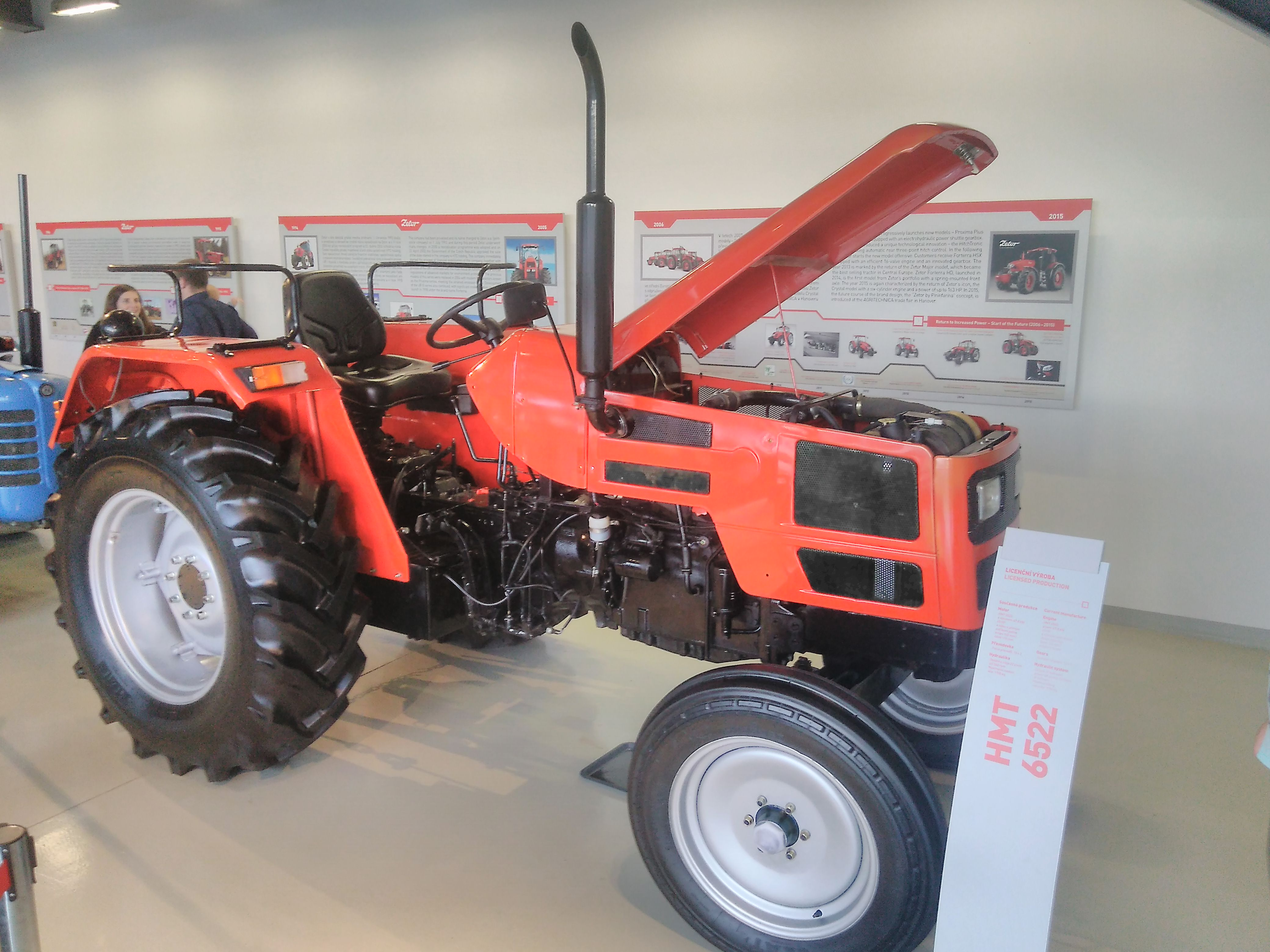
Ciągnik HMT 6522 w Galerii Zetor w Brnie

Hindustan Machine Tools, HMT – indyjskie przedsiębiorstwo państwowe podlegające Ministerstwu Przemysłu Ciężkiego i Przedsiębiorstw Publicznych w Indiach produkujące na przestrzeni lat: obrabiarki, zegarki, ciągniki rolnicze, maszyny drukarskie, maszyny mleczarskie, maszyny do formowania metali i tworzyw sztucznych, łożyska.

## Historia
Założona w 1953 roku przez rząd Indii jako Hindustan Machine Tools Limited (HMT) zajmująca się produkcją obrabiarek.
Dział ciągników HMT rozpoczął swoją działalność w 1971 r, na podstawie umowy licencyjnej podpisanej w styczniu z Motokov Czechosłowacja na lokalną produkcję z importowanych komponentów 25 konnego ciągnika Zetor 2511 pod marką HMT w zakładzie produkcyjnym zlokalizowanym w Pinjore w stanie Hariana. 29 marca 1974 r. na szczeblu ministerialnym zapadła decyzja o rozpoczęciu produkcji seryjnej. W 1976 r. podpisano kolejną umowę z Motokov na produkcję 55 konnego ciągnika Zetor 5711, a następnie po modernizacji w 1980 r. ciągnik Zetor 5911. W 1978 r. firma zmieniła nazwę na HMT  Limited. W tym samym roku, aby zwiększyć ilość produkowanych ciągników z 12,000 to 15,000, otwarto drugą linię montażową w Mohali, Pendżab. W 1986 roku zostały dokonane znaczne zmiany w konstrukcji silnika we współpracy z austriackim AVL w celu zwiększenia osiągów i zmniejszenia zużycia paliwa. W 1992 r. została otwarta montownia ciągników w Hyderabad.
W 1999 roku HMT wyprodukowało 19500 ciągników, największą liczbę w swojej historii.
27.10.2016 rząd zdecydował o zamknięciu działu ciągników HMT.